# Ратна морнарица Војске Југославије
Ратна морнарица (скраћено РМ) је била оружана формација Савезне Републике Југославије чији је главни задатак био заштита суверенитета и територијалног интегритета СРЈ на мору и унутрашњим пловним путевима.
Постојала је од 20. маја 1992. године до 4. фебруара 2003, кад мења име у Ратна морнарица Војске Србије и Црне Горе.

## Настанак
27.4.1992 проглашена је Савезна република Југославија, а Социјалистичка Федеративна Република Југославија формално престаје да постоји. ЈНА је постојала до 20. маја 1992 када укинута и уместо ње је оформљена Војска Југославије. Самим тим престаје да постоји и Југословенска ратна морнарица, а на њено место ступа Ратна морнарица Војске Југославије.
РМ ВЈ је настала од јединица, људства и опреме која се из Хрватске и Словеније повукла и Црну Гору (ЈРМ је почела да напушта Вис и Ластово 20. маја 1992).

## Наоружање и људство Ратне морнарице
У састав нове морнарице улази комплетна техника и људство евакуисано 1991. из Хрватске и Словеније у Црну Гору (Хрватске снаге су уништиле/заплениле у ратним операцијама на Јадрану 1991. око 25% бродова и опреме некадашње ЈРМ).
У састав нове морнарице ушла је следећа техника у следећим количинама:
- 2 ракетне фрегате (велики патролни брод) класе Кони (31 и 32)
- 2 ракетне фрегате (велики патролни брод) класе Котор (33 и 34)
- 5 ракетних топовњача класе Раде Кончар (РТоП 401, 403, 404, 405, 406)
- 2 подморнице класе Сава
- 3 подморнице класе Херој
- 8 ракетних чамаца класе Оса
- 7 патролних чамаца класе Мирна
- школски брод Јадран
- школски брод Галеб
- командни брод Вис[1]

У састав Ратне морнарице су ушли неколико торпедних чамаца као и многи други помоћни бродови (танкери, реморкери, водоносци, баркасе). Поред пловила РМВЈ је имала и обални ракетни лансер типа Рубеж (9 комада, један заробљен од стране Хрватских снага). Током времена РМВЈ је почела да смањује свој арсенал због тешке економске ситуације. Тако је 1995. из оперативне употребе повучена ракетна фрегата РФ-32 Подгорица, средином 90-их подморнице Јунак и Ускок, РТОП-403, 2004].године из оперативне употребе повучена је РФ-31 Београд.

## Дејства Ратне морнарице током 90-их, промена имена и крај
РМВЈ је учествовала у одбрани државе од НАТО агресије 1999. Ниједан брод није био уништен током бомбардовања. Бомбардовању су претходиле вишегодишње санкције и поморске блокаде где је РМВЈ била непосредно надзирана од стране НАТО снага и пратила је кретање Западних бродова близу територијалних вода СРЈ.
4. фебруара 2003 СРЈ мења назив у Државна заједница Србија и Црна Гора. Самим тим РМВЈ мења назив у РМВСЦГ. Променом државног уређења мења се и начин финансирања војске јер држава из федерације прелази у неку врсту конфедерације. Црна Гора добија задатак да из сопственог буџета финансира војску на својој територији. Од тог момента почиње убрзана пропаст флоте. 2005 године укида се подморничка флота.
РМВСЦГ преста је да постоји распадом СЦГ 3. јуна 2006.

## Структура Ратне морнарице
Јединице и места службе Морнарице Војске Југославије:
- Команда Ратне Морнарице (Кумбор-Зеленика)
- Флота (Бар-Тиват)
- 81. моторизована бригада (Кумбор)
- 83. моторизована бригада (Бар)
- 85. лака пешадијска бригада (Цетиње)
- 108. обалска ракетна бригада (Радовићи)
- 110. обалска артиљеријска бригада (Скочиђевојка-Радовићи)
- 82. поморски центар (Кумбор)
- 69. морнаричкотехничка ракетна база (Пристан)
- 367. морнаричка позадинска база (Кумбор)
- 9. одред осматрања и јављања (Кумбор)
- 10. гранични батаљон (Зогањ)
- 27. батаљон војне полиције (Кумбор)
- 61. батаљон везе (Кумбор)
- 223. инжињерски батаљон (Кумбор)
- 9. чета АБХО (Горњи Клинци)

Поред ових јединица, у саставу Ратне Морнарице су били клубови Војске Југославије у Тивту, Херцег Новом и Бару